# Числа Бернулли
Чи́сла Берну́лли — последовательность рациональных чисел {\displaystyle B_{0},B_{1},B_{2},\dots }, впервые рассмотренная Якобом Бернулли в связи с вычислением суммы последовательных натуральных чисел, возведённых в одну и ту же степень:
{\displaystyle \sum _{n=0}^{N-1}n^{k}={\frac {1}{k+1}}\sum _{s=0}^{k}{\binom {k+1}{s}}B_{s}N^{k+1-s},}
где {\displaystyle {\tbinom {k+1}{s}}={\tfrac {(k+1)!}{s!\cdot (k+1-s)!}}} — биномиальный коэффициент.
Некоторые авторы указывают другие определения, однако в большинстве современных учебников даётся такое же определение, как и здесь. При этом  {\displaystyle B_{1}=-{\tfrac {1}{2}}}. Часть авторов (например, трёхтомник Фихтенгольца) использует определение, которое отличается от этого только знаком {\displaystyle B_{k}}. Кроме того, так как за исключением {\displaystyle B_{1}} все числа Бернулли с нечётным номером равны 0, некоторые авторы используют обозначение «{\displaystyle B_{n}}» для {\displaystyle B_{2n}} или {\displaystyle |B_{2n}|}.

## Рекуррентная формула
Для чисел Бернулли существует следующая рекуррентная формула:
{\displaystyle B_{0}=1,}
{\displaystyle B_{n}={\frac {-1}{n+1}}\sum _{k=1}^{n}{\binom {n+1}{k+1}}B_{n-k},\quad n\in \mathbb {N} .}

## Свойства
- Все числа Бернулли с нечётными номерами, кроме {\displaystyle B_{1}}, равны нулю, а знаки чисел Бернулли с чётными номерами чередуются.
- Числа Бернулли являются значениями многочленов Бернулли {\displaystyle B_{n}(x)} при {\displaystyle x=0}:

{\displaystyle B_{n}=B_{n}(0).}
- Числа Бернулли часто входят в коэффициенты разложения элементарных функций в степенной ряд. Например:
  - Экспоненциальная производящая функция для чисел Бернулли:
{\displaystyle {\frac {x}{e^{x}-1}}=\sum _{n=0}^{\infty }{\frac {B_{n}}{n!}}x^{n},|x|<2\pi ,}
{\displaystyle x\operatorname {ctg} x=\sum _{n=0}^{\infty }(-1)^{n}B_{2n}{\frac {2^{2n}}{(2n)!}}x^{2n},|x|<\pi ,}
{\displaystyle \operatorname {tg} x=\sum _{n=1}^{\infty }|B_{2n}|{\frac {2^{2n}(2^{2n}-1)}{(2n)!}}x^{2n-1},|x|<\pi /2.}
- Эйлер установил связь между числами Бернулли и значениями дзета-функции Римана ζ(s) при чётных s = 2k:
{\displaystyle B_{2k}=2(-1)^{k+1}{\frac {\zeta (2k)\,(2k)!}{(2\pi )^{2k}}}.}

А также
{\displaystyle B_{n}=-n\zeta (1-n)} для всех натуральных n > 1.
- {\displaystyle \int \limits _{0}^{\infty }{\frac {x^{2n-1}\,dx}{e^{2\pi x}-1}}={\frac {1}{4n}}|B_{2n}|,\quad n=1,2,\dots .}
- Порядок роста чисел Бернулли даётся следующей асимптотической формулой:
{\displaystyle |B_{n}|\sim {\frac {2\cdot n!}{(2\pi )^{n}}}} при чётных {\displaystyle n\to \infty }. Из формулы, написанной выше, следует равносильность этой асимптотики и равенства: {\displaystyle \lim \limits _{k\to \infty }{\zeta (2k)}=1\;{\text{по}}\;k\in \mathbb {Z} }.

- Теорема Штаудта-Клаузена утверждает, что {\displaystyle B_{2n}+\sum _{(p-1)|2n}{\frac {1}{p}}\in \mathbb {Z} .}
  - Из неё, в частности, следует, что знаменатель дроби {\displaystyle B_{2n}} есть произведение простых p таких, что p − 1 делит 2n.